# Einari Teräsvirta
Einari Teräsvirta   (Víborg, 17 de desembre de 1914 - Hèlsinki, 23 de novembre de 1995) va ser un gimnasta artístic finlandès que va competir durant les dècades de 1930 i 1940.
El 1932 va prendre part en els Jocs Olímpics d'Estiu de Los Angeles, on disputà cinc proves del programa de gimnàstica. Guanyà la medalla de bronze en la barra fixa i el concurs complet per equips. En les altres proves disputades destaca la quarta posició en el salt sobre cavall. Quatre anys més tard, als Jocs de Berlín, va disputar vuit proves del programa de gimnàstica. Guanyà la medalla de bronze en el concurs complet per equips, mentre en les altres proves quedà en posicions més endarrerides. La seva tercera i darrera participació en uns Jocs Olímpics va tenir lloc el 1948, una vegada finalitzada la Segona Guerra Mundial. Als Jocs de Londres, tornà a disputar vuit proves del programa de gimnàstica. Guanyà la medalla d'or en el concurs complet per equips, mentre en les altres proves destaca una setena posició en el salt sobre cavall.
Fora de la gimnàstica Teräsvirta fou un conegut i respectat arquitecte. Es va graduar per la Universitat Politècnica de Hèlsinki el 1939 i posteriorment va treballar per la firma d'arquitectes d'Erkki Huttunen fins al 1948. El 1949 va obrir el seu propi despatx d'arquitectes i va dissenyar nombrosos edificis públics, sobretot per a la Universitat de Hèlsinki, així com diversos equipaments esportius. Va ocupar diversos càrrecs dins l'Associació d'Arquitectes de Finlàndia, vicepresident el 1955-1956 i 1958 i president entre 1961 i 1962. És enterrat al Cementiri de Hietaniemi.